# 巴库地铁袭击
巴库地铁袭击是指1994年发生在巴库地铁的一系列恐怖袭击。第一起爆炸案于3月19日发生在“1月20日”地铁站下午一点，袭击者Oktay Gurbanov当场身亡，首节车厢炸毁，车站顶部分被毁，遇难者包括爵士乐手拉菲格·巴巴耶夫。此次爆炸造成14人死亡，49人受伤。巴库地铁因此暂停运营。
第二次爆炸发生于7月3日早上八点半，地铁驶离“5月28日”地铁站，离Ganjlik月台有500米时，胶状炸弹发生爆炸。此次爆炸造成13人死亡，42人受伤。此二起爆炸案被归罪于阿塞拜疆的列兹金人分离主义组织Sadval。